# Sutulija-Mirje
Arheološka zona Sutulija-Mirje je arheološka zona na jugoistočnom dijelu polja Prapatne i brdu Sutuliji na južnoj strani središnjeg dijela otoka Korčule u blizini naselja Smokvice.

## Opis
Nalazi datiraju iz 12. stoljeća pr. Kr. do 5. stoljeća pr. Kr. Brdo Sutulija je na nadmorskoj visini od 80,7 m iznad uvale Mirja i polja Prapatne. Na vrhu su ostatci prapovijesne gradine s dva urušena suhozidna bedema. Cijeli gradinski plato zauzima površinu od oko 4000 m2. Vanjski bedem, postojeće debljine 3–8 m, vidljiv je na svim stranama osim na sjevernoj. Unutarnji bedem uvučen je oko 10–15 m u odnosu na vanjski. Plato kojeg zatvara unutarnji bedem je zaravnjen, površine oko 400 m2 na kojoj su vidljivi ostaci suhozidnih objekata. Na položaju Mirje nalaze ostatci rimske ville rustice s in situ sačuvanim ostatcima zidova građenih od pravilno oblikovanih kamenih blokova s ostatcima žbuke (opus incertum). Zbog gustoće raslinja nije moguće procijeniti tlocrt građevina, a zidove je moguće očekivati ispod recentnih suhozida. Na cijelom se području na površini nalazi mnoštvo ulomaka građevnog materijala i rimske transportne keramike.

## Zaštita
Pod oznakom Z-5528 zavedeno je kao nepokretno kulturno dobro -  - kulturno – povijesna cjelina, pravna statusa zaštićena kulturnog dobra, klasificirano kao "arheološka baština ".